# Malattia di Castleman
Per malattia di Castleman in campo medico si designa una forma di amartoma linfonodale benigno di rara diffusione. Negli USA vengono diagnosticati circa 7000 casi all'anno. Anche se durante la sua diffusione raramente si trasforma in evento maligno, porta la morte per via delle complicanze.

## Storia
Benjamin Castleman, a cui si deve il nome della malattia, la scoprì nel 1956, quando studiando vari casi di linfoadenomegalie si imbatté in un quadro clinico inconsueto. In seguito nel 1972 Keller riuscì a identificare una seconda forma della malattia che così si affiancava alla prima.

## Tipologia
- Forma ialino-vascolare (la forma più diffusa, 90%)
- Forma plasmacellulare (forma molto più rara, 10%)

## Epidemiologia
Per quanto riguarda l'incidenza della malattia non si distingue un sesso più colpito o un'età dove si manifesta più frequentemente anche se si mostra comunque in età prevalentemente giovane. Fra le zone più colpite si evidenzia un interessamento del mediastino (70% dei casi)

## Manifestazioni Cliniche
Si possono distinguere forme localizzate e forme diffuse.
- Forme localizzate: caratterizzate da linfoadenopatie localizzate e paucità di manifestazioni sistemiche.
- Forme diffuse: possono essere idiopatiche o associate ad infezione da HHV8 (in particolare nei soggetti affetti da AIDS. Si associano frequentemente sintomi sistemici quali febbre, rash cutaneo, sindrome nefrosica, astenia, mielofibrosi, anemia sideropenica.

## Terapia
Mentre in letteratura viene discussa una possibile somministrazione di steroidi con dosaggio molto elevato, il trattamento accertato rimane quello chirurgico per le forme localizzate.
Recentemente il medico statunitense David C. Fajgenbaum, professore associato di Medicina presso l'Università della Pennsylvania, affetto da malattia di Castleman, cofondatore del CDCN Castleman Disease Collaborative Network, una rete che unisce ricercatori provenienti da ogni parte del mondo, ha riscontrato personalmente gli effetti positivi del Sirolimus nella terapia.
Una ricerca su 53 pazienti ha dimostrato che un farmaco, il Sylvant, che agisce attraverso il siltuximab, un anticorpo monoclonale in grado di contrastare l'Interleuchina 6, ha causato una regressione delle masse tumorali e dei sintomi della malattia. Ha ottenuto l'approvazione dell'Ema, l’Agenzia europea del farmaco, e della Fda americana.